# Novoselîțea, Malîn
Novoselîțea (în ucraineană Новоселиця) este un sat în comuna Liubovîci din raionul Malîn, regiunea Jîtomîr, Ucraina.

## Demografie
Componența lingvistică a localității Novoselîțea
     Ucraineană (97,01%)
     Rusă (2,99%)
Conform recensământului din 2001, majoritatea populației localității Novoselîțea era vorbitoare de ucraineană (97,01%), existând în minoritate și vorbitori de rusă (2,99%).